# Adriane Lopes
Adriane Barbosa Nogueira Lopes (Grandes Rios, 29 de junio de 1976) es una política, abogada y exagente de seguridad pública brasileña que se ha desempeñado como alcaldessa de Campo Grande desde 2022. 
Es candidata a la alcaldía de Campo Grande en las elecciones municipales de 2024. Anteriormente se desempeñó como vicealcaldesa de la ciudad de 2017 a 2022. Es la primera mujer en ocupar la alcaldía de Campo Grande y anteriormente había ejercido como vicealcaldesa del ex alcalde Marcos Trad. Es miembro de Progressistas desde 2023 y anteriormente se desempeñó como miembro de Patriota.
Nacida Adriane Barbosa en Grandes Rios, Paraná, hija de Antônio Ferreira Barbosa y Gisleni García Barbosa. Formada por el Instituto Brasileño de Coaching (IBC), también es abogada y tiene una carrera política marcada por su compromiso con la gestión pública y el desarrollo social. Durante su mandato, Adriane se ha centrado en varios ámbitos, entre ellos la seguridad pública, la vivienda y la agricultura familiar.

## Nacimiento
Nació el 29 de junio de 1976, en la ciudad de Grandes Rios, en el estado de Paraná.
A la edad de nueve años, Adriane y su familia se mudaron a Campo Grande, Mato Grosso do Sul. Durante su infancia, Adriane enfrentó desafíos financieros y ayudó a su familia vendiendo helados mientras estudiaba.

## Vicealcaldessa
En 2016, fue elegido vicealcalde de Campo Grande, asumiendo el cargo el 1 de enero de 2017. Fue reelegida para un segundo mandato en 2020, siempre junto al entonces alcalde Marquinhos Trad.

## Alcaldessa
El ascenso de Adriane Lopes al cargo de alcaldesa se produjo en 2022, tras la renuncia de Marquinhos Trad, quien dejó el cargo para presentarse a gobernador en las elecciones estatales de 2022. Adriane asumió como alcaldesa el 4 de abril de 2022, convirtiéndose en la primera mujer en ocupar ese cargo en la historia de Campo Grande.
Durante su gestión, Lopes implementó varias iniciativas para reducir la burocracia en los servicios públicos y atraer más empresas a Campo Grande. También prometió eliminar las listas de espera para obtener plazas en las escuelas públicas, un compromiso que ha sido una prioridad en su administración.
Adriane enfrentó críticas por la falta de medicamentos en las unidades de salud, pero destacó que se están invirtiendo recursos en la ciudad y que el retraso en la entrega de medicamentos es un desafío que se está abordando con seriedad. Además, su administración trajo consigo avances significativos en áreas como educación e infraestructura.

## Candidatura a la alcaldía
En las elecciones municipales de 2024, en la primera vuelta, realizada el 6 de octubre de 2024, Adriane recibió el 31,67% de los votos, totalizando 140.913 votos, y avanzó a la segunda vuelta, donde se enfrentará a Rose Modesto,siendo la primera vez que dos mujeres se postulan a la alcaldía de Campo Grande.
La campaña de Adriane ganó prominencia con el apoyo de figuras políticas influyentes. El expresidente Jair Bolsonaro declaró su apoyo a la candidata en la segunda vuelta, destacando que ella representa "lo mejor del momento" en la capital de Mato Grosso do Sul. Además, el gobernador de Mato Grosso do Sul, Eduardo Riedel, también expresó su apoyo a Adriane, destacando la importancia de un "proyecto mayor" para la ciudad.

## Puntos de vista políticos
Durante su mandato, Lopes se centró en dar continuidad a la plataforma de su predecesor, con énfasis en obras públicas y acuerdos con asesores. Su administración se caracteriza por un perfil conservador y evangélico, con una fuerte base de apoyo entre la población religiosa.
Originalmente estaba afiliada al Patriota, mientras se desempeñaba como alcaldesa anunció su salida del partido, lo que provocó una especulación generalizada sobre a qué partido pensaba unirse. Varios políticos destacados intentaron reclutar a Lopes para sus respectivos partidos, incluido el expresidente Jair Bolsonaro del Partido Liberal Brasileño, la senadora Tereza Cristina de los Progresistas y la senadora Damares Alves de los Republicanos . En junio de 2023, Lopes cambió su lealtad partidaria al Partido Progresista.
Lopes ha sido misionera evangélica durante más de 20 años, lo que ha influido fuertemente en sus opiniones políticas y políticas públicas. Sin embargo, su fuerte identificación con la religión evangélica ha generado resistencia entre los seguidores de otras religiones, quienes muchas veces no se sienten representados por sus propuestas y cosmovisión.

## Vida personal
Casó con Lídio Nogueira Lopes el 8 de diciembre de 2001, en Campo Grande, Mato Grosso do Sul. A través del matrimonio adoptó el apellido Lopes.
El matrimonio tiene dos hijos: Matheus, nacido en 2002, estudiante de Derecho, y Bruno Nogueira Lopes, nacido en 2008, estudiante del Colegio Adventista de Campo Grande.